# Lavoine Matic
Albums de Marc Lavoine
Best of 1985/1995
(1995) Septième Ciel
(1999)
Singles
1. C'est ça la France
Sortie : Septembre 1996
2. Petit à petit feu
Sortie : 1er avril 1997
3. Les hommes sont des femmes comme les autres
Sortie : 30 juin 1997
4. Les Embouteillages
Sortie : 25 novembre 1997
5. J'habite en Jalousie
Sortie : 25 mai 1998

Lavoine-Matic est le sixième album de Marc Lavoine sorti le 28 octobre 1996 en France. Le clip de C'est ça la France a obtenu la Victoire de la musique du meilleur clip en 1997.

## Liste des titres
| No  | Titre                                                                 | Auteur                                             | Durée |
| --- | --------------------------------------------------------------------- | -------------------------------------------------- | ----- |
| 1.  | Petit à petit feu                                                     | Marc Lavoine, Alain Lanty                          | 4:25  |
| 2.  | C'est ça la France                                                    | Marc Lavoine, Jean-Claude Arnault                  | 4:20  |
| 3.  | Myriam                                                                | Marc Lavoine, Vincent Ravalec, Alain Lanty         | 4:50  |
| 4.  | Les hommes sont des femmes comme les autres (duo avec Princess Erika) | Marc Lavoine, Patrice Mithois, Jean-Claude Arnault | 4:00  |
| 5.  | J'habite en Jalousie                                                  | Marc Lavoine, Alain Lanty                          | 3:56  |
| 6.  | Dancing Populo                                                        | Marc Lavoine, Michel Cœuriot                       | 0:50  |
| 7.  | 100 % d'innocents                                                     | Marc Lavoine, Fabrice Aboulker                     | 4:10  |
| 8.  | La Main verte                                                         | Marc Lavoine, Jean-Claude Arnault                  | 4:10  |
| 9.  | Vive le roi !                                                         | Marc Lavoine, Fabrice Aboulker                     | 4:20  |
| 10. | Les Embouteillages                                                    | Marc Lavoine, Vincent Ravalec, Michel Cœuriot      | 5:05  |
| 11. | Lavoine-Matic                                                         | Marc Lavoine, Jean-Claude Arnault, Michel Cœuriot  | 4:00  |
| 12. | Dancing Populo Blues                                                  | Marc Lavoine, Michel Cœuriot                       | 1:40  |